# Harvey Patton
Harvey Patton (* 24. Juni 1923 in Breslau; † 4. Juli 1994 in Köln; bürgerlicher Name Hans Peschke) war ein deutscher Schriftsteller und Science-Fiction-Autor. 

## Leben
Hans Peschke nahm nach der Schule eine Stelle als gräflicher Diener an und meldete sich 1941 zur Luftwaffe. Nach Einsätzen an der Ostfront und der Rückkehr aus der Kriegsgefangenschaft arbeitete er in verschiedenen Berufen, unter anderem bei der Bundesbahn, Kellner im Speisewagen sowie in der textilverarbeitenden Industrie. 
Über seine Liebe zur Science-Fiction-Literatur begann Peschke schließlich mit dem Verfassen von Geschichten für Fan-Magazine. Das führte schließlich dazu, dass er 1964 unter dem Verlagspseudonym W. Brown mit Irrgarten Kosmos seinen ersten Roman veröffentlichte. In den Folgejahren schrieb er sporadisch weitere Geschichten, bis Anfang der 1970er Jahre der Science-Fiction-Autor Kurt Brand auf ihn aufmerksam wurde und ihn für die Mitarbeit an der SF-Serie Raumschiff Promet gewinnen konnte.
1973 schrieb Peschke erstmals einen Roman für die Heftreihe TERRA ASTRA unter dem Pseudonym Harvey Patton. 1975 stieß er zum Autorenteam der Atlan-Reihe, kurze Zeit später zum Team der Perry-Rhodan-Autoren. Dennoch erschien nur ein einziger Perry-Rhodan-Heftroman aus seiner Feder, Die Körperlosen von Grosocht (Band 747), sowie sechs Perry-Rhodan-Taschenbücher, wohingegen er für die Atlan-Reihe 30 Romane verfasste. In der Serie Commander Scott publizierte er vier Romane unter dem Sammelpseudonym Gregory Kern.
Daneben schrieb Peschke weitere Science-Fiction- und Horrorromane, sowohl unter dem Pseudonym Harvey Pearson als auch unter seinem bürgerlichen Namen.
Zuletzt lebte der Autor mit stark angeschlagener Gesundheit in Köln von Sozialhilfe. Er starb dort am 4. Juli 1994 im Alter von 71 Jahren.

## Werke (Auswahl)
- 1976 Angriff der Phantome, Moewig Rastatt, DNB 760137439.
- 1977 Nacht über Childonga, Moewig Rastatt, DNB 770354815. (Perry Rhodan Planetenroman #167)
- 1977 Die verlorene Kolonie, Moewig Rastatt, DNB 780198050. (Perry Rhodan Planetenroman #174)
- 1979 Der Wächter von Rukal, Moewig Rastatt, DNB 790166097. (Perry Rhodan Planetenroman #189)
- 1985 Welt im Niemandsland, Moewig Rastatt, ISBN 3-8118-5117-9. (Perry Rhodan Planetenroman #269)